# 艾達馬爾
艾達馬爾(Ricky Aitamai，1991年12月22日—)，大溪地足球員，師任中場，目前效力當地頂級聯賽球隊AS金星。他於2013年首度入選大溪地國家隊，並在同年3月26日對新喀里多尼亞的2014年世界盃外圍賽中首次為國家隊出場。隨後，他又隨隊參加洲際國家盃，並在三場針組賽中都取得上場機會，上陣時間為233分鐘。